# سیکلوبوتادی‌ان
سیکلوبوتادی‌ان (به انگلیسی: Cyclobutadiene) با فرمول شیمیایی C4H4 یک ترکیب شیمیایی با شناسه پاب‌کم ۱۱۷۰۴ است؛ که جرم مولی آن ۵۲٫۰۷ گرم بر مول می‌باشد.